# 좀수수치
좀수수치는 고흥반도와 여수의 섬 매우 협소한 지역에만 자생하는 한국고유종으로 한국의 미꾸리과 물고기 16종 중 가장 작은 종이다. 1995년 처음 발견 되었고 하상 공사 및 수질 오염으로 개체 수가 감소하고 있어 멸종위기 야생생물 Ⅰ급으로 지정되었다.